# カスミ伝
『カスミ伝』（カスミでん）は唐沢なをきの漫画。忍者漫画に、主にパロディと実験要素を加えたギャグ漫画作品。
本稿では続編『カスミ伝S』（かすみでんず）・『カスミ伝△』（かすみでんさんかく）についても扱う。

## 概要
「月刊少年キャプテン」1987年5月号初出の読切「忍法十番勝負」が全ての始まりとなる。この読切は元々アニドウから発売予定の漫画雑誌に掲載されぬまま預けていた漫画原稿のリライト版である。キャプテン1988年1月号の読切「カスミ伝・蟹風味」を経て、1988年4月号から連載開始。連載終了後も掲載誌を変えて、続編が描かれてきた。
1話毎に、漫画としての表現・演出に趣向を凝らしたつくりとなっており、メタフィクションとして捉えられる作品も多い。

## 作品別情報

### カスミ伝
「月刊少年キャプテン」1988年4月号から1989年4月号まで連載。4月号から6月号分は「青春篇」と名付けられ、正式な連載ではなかった。
連載にあたっては、最終回までのネタを書いてあらかじめ編集者からの了解をとっていた。
後に作者は回想して、苦難であった持ち込み時代の鬱屈が入っていると述べている。
『カスミ伝』徳間書店〈少年キャプテンコミックススペシャル 2〉、1989年6月30日。ISBN 4-19-839062-2。
描き下ろしとして「オープニング」が追加。読切『君と歌えばパラダイス』及び横田順彌の解説「｢唐沢なをきの森｣または｢ノルウェイの唐沢なをき」｣も収録。解説は後の本でも再録されている。
『カスミ伝 全（）』アスキー〈ASCII COMIX〉、1997年2月22日。ISBN 4-7561-2710-X。
徳間書店版の増補版。『八戒の大冒険』に収録されていた「忍法十番勝負」・「カスミ伝・蟹風味」も載せ、キャプテンで掲載されたカスミ伝を網羅している。夏目房之介の解説「忍法『カスミ伝』返し」も収録。
『カスミ伝 全』（改訂版）アスキー〈アスペクトコミックス〉、1998年4月。ISBN 4-7572-0073-0。
『カスミ伝 全』（改訂版）エンターブレイン〈Beam comix〉、2002年2月。ISBN 4-7577-0697-9。
『カスミ伝 全』エンターブレイン〈ビームコミックス文庫〉、2008年6月。ISBN 978-4-7577-4229-1。
1997年版を元にして、森薫の解説漫画と文庫版あとがき漫画を新たに収録。

### カスミ伝S
「アスキーコミック」1995年6月号から9月号及び「月刊コミックビーム」1995年12月号から1996年12月号まで連載。前作より実験要素が高まり、編集者に絵を描かせたり、シールを貼って完成させる漫画や赤いページで赤いものが見えなくなる漫画など造本から対応しなければならない作品もあった。
『カスミ伝S』アスキー〈ASCII COMIX〉、1997年2月22日。ISBN 4-7561-2711-8。
『カスミ伝 全』と同日発売。シールや赤ページも完全収録。村上知彦の解説「よいこのみなさんへ」も収録。
『カスミ伝S』（改訂版）アスキー〈アスペクトコミックス〉、1998年4月。ISBN 4-7572-0074-9。
『カスミ伝S』（改訂版）エンターブレイン〈Beam comix〉、2002年2月。ISBN 4-7577-0698-7。
『カスミ伝S』エンターブレイン〈ビームコミックス文庫〉、2008年8月。ISBN 978-4-7577-4317-5。
1997年版を文庫で再現。『YAPOOS』に収録されていた、単行本宣伝用の「カスミ伝宣伝漫画」も載せられ、入江亜季の解説漫画と文庫版あとがき漫画、2008年時の関係編集者に描かせた「編集者百人勝負・その後(2008)」を新録した。

### カスミ伝△
「月刊マガジンZ」1999年8月号から2002年4月号まで連載。単行本では、カバーの表紙および裏表紙が丸く切り取られている。
『カスミ伝△』 1巻、講談社〈マガジンZKC 38〉、2000年11月22日。ISBN 4-06-349038-6。
1999年8月号から2000年10月号分まで収録。
『カスミ伝△』 2巻、講談社〈マガジンZKC 88〉、2002年4月23日。ISBN 4-06-349088-2。
2000年11月号から2002年4月号分までを収録。
『カスミ伝△』エンターブレイン〈ビームコミックス文庫〉、2008年10月。ISBN 978-4-7577-4419-6。講談社版全2巻を一冊分に纏めたもの。「コミックビーム創刊10周年記念マンガ」（コミックビーム2005年12月号初出）、志村貴子の解説漫画及び文庫版あとがき漫画も収録。

## あらすじ
飛騨忍者のくのいち少女カスミが仲間の忍者たちとともに、毎回様々な任務をこなしていく。主に根来忍者との対決が多い。

## 主な登場人物
カスミ
飛騨忍者の16歳のくのいち。下忍。剣術と忍術の達人。ミニスカート型の忍者服を着用しているので小源太によく狙われる。
高橋彳（たかはし ぎょうにんべん）
飛騨忍者でカスミの先輩。中忍。常にサングラスを着用している。カスミから「先輩」と呼ばれ、密かに慕われている。スポ根漫画に出てくるコーチのような存在。
小源太（こげんた）
飛騨忍者の14歳の少年忍者。お調子者で血気盛んな年頃のせいか、隙あらばカスミのスカートの中を覗いたり、セクハラ行為に及ぼうとしている。オタク趣味の持ち主。
アザミ
飛騨忍者の16歳のくのいち。カスミのライバル。派手な外見の持ち主。
サシミ
飛騨忍者の15歳のくのいち。カスミの後輩。三つ編みをしている。
佐助（さすけ）
飛騨忍者の少年忍者。鉄腕アトムのような頭をしている。
ツナミ
飛騨忍者の46歳のくのいち。カスミの母親。若作りの激しい眼鏡の女性。
アルミ
飛騨忍者のくのいち。カスミの後輩。異常なほど声が大きい。
おかしら
飛騨忍者の上忍。なぜか「おかしらA」から「おかしらZ」までたくさんいるが、実はまだそれ以上にいる。
マユミ
根来忍者のくのいち。カスミの命を狙う。杉浦茂タッチの忍者を率いている。
服部半蔵（はっとり はんぞう）
伊賀忍者。常にカスミの行動を見張っている（だけ）。
猫目教の教祖
金鉱の存在する村に「猫目教」の教祖として訪れ、村人をだまして金を掘り出させてようとしていた伊賀忍者。猫に似た容貌。伊賀鍔隠れ43人衆という部下達を率いるが、彼らは一瞬でカスミに全滅させられた。元ネタは横山光輝の『仮面の忍者赤影』の幻妖斎と甲賀七人衆。